# Maïmouna Doucouré
Pour les articles homonymes, voir Doucouré.
Maïmouna Doucouré est une scénariste et réalisatrice française, d'origine sénégalaise, née en 1985 à Paris.
Elle est actuellement en préparation d'un biopic sur Joséphine Baker en coproduction avec Bien ou Bien Productions et Studio Canal.

## Biographie
Maïmouna Doucouré naît à Paris en 1985. Sa mère, commerçante, et son père, éboueur, sont venus du Sénégal et s'installent dans le 19e arrondissement de Paris. Après un bac S, elle obtient une licence en biologie de l'université Paris VI. Parallèlement à ses études, elle suit des cours de théâtre au sein du laboratoire de l'actrice Hélène Zidi.
Son premier court métrage auto-produit, Cache-cache, sorti en 2013 et réalisé dans le cadre d'un concours de scénario initié par l'Union sociale pour l'habitat, reçoit le 3e prix de HLM sur Cour(t) et le coup de cœur du jury du festival Génération Court d’Aubervilliers.
Son deuxième film, Maman(s), est présenté dans plus de 200 festivals et remporte près de 60 prix internationaux dont le prix du meilleur court métrage international au festival du film de Sundance, le grand prix au festival de Toronto ou le grand prix CinéBanlieue,. Il est récompensé en 2017 du César du meilleur court métrage. Avec ce film, elle participe au dispositif Talents en courts, partenariat entre Jamel Debbouze et le CNC. Maimouna Doucouré s'est inspirée de sa vie pour raconter cette histoire,.
En janvier 2017, de nouveau à Sundance, elle reçoit le Global Filmmaking Award pour son projet de long métrage Mignonnes, qui est aussi nommé à la cérémonie des Césars dans la catégorie « Meilleur premier film ». Lors de l'événement, la réalisatrice représente la France parmi les quatre réalisateurs choisis dans le monde entier et elle est parrainée par la réalisatrice afro-américaine Ava DuVernay. Forte de ce soutien, elle réalise Mignonnes, et le film sort sur les écrans en août 2020. Il évoque l'hypersexualisation des pré-adolescentes à travers l’histoire d’Amy, 11 ans, qui intègre à Paris un groupe de danseuses de sa génération. Depuis sa sortie sur la plateforme Netflix, le film fait l'objet de vives controverses aux États-Unis, accusé par la droite conservatrice de promouvoir « l’exhibition obscène des parties génitales de mineures, sollicitant un intérêt lubrique pour le sexe », alors même que le film entend dénoncer la sexualisation précoce des jeunes filles, soumises à la dictature des apparences amplifiée par les réseaux sociaux.
En 2022 sort Hawa sur la plateforme Prime Video.

## Filmographie

### Réalisation

#### Courts métrages
- 2013 : Cache-cache
- 2015 : Maman(s)

#### Longs métrages
- 2020 : Mignonnes
- 2022 : Hawa

## Décorations
- Chevalière de l'ordre national du Mérite (nommée par décret du 7 juin 2024[15])
- Chevalière de l'ordre des Arts et des Lettres (2020)

## Distinctions
- Prix Alice Guy 2021 pour Mignonnes[16]